# Brisbane Lions Australian Football Club
Els Brisbane Lions Australian Football Club són un club de futbol australià juga a la lliga de futbol australià (AFL)
amb seu a Brisbane (Queensland, Austràlia).

## Història
El club va ser fundat l'1 de novembre de 1996 per la fusió dels clubs Brisbane Bears i Fitzroy Football Club. El Brisbane Bears havia estat fundat l'any 1986 a la ciutat de Brisbane, mentre que el Fitzroy va ser fundat el 1883 a la ciutat de Melbourne, essent un dels clubs històrics de la Victorian Football League en palmarès.

## Dades
- Nom complet- Brisbane Lions Australian Football Club.
- Nickname- Lions.
- Himne- The pride of Brisbane town.
- Colors- Grana, dorat, marró i blau.
- President- Tony Kelly.
- Mascota- Bernie Gabba Vegas (Un lleó semblant a l'Elvis).
- Estadi- Brisbane Lions Vodafone Carlton Gabba Arena "Gabba".
- Entrenador- Leigh Matthews.
- Capitans- Jonathan Brown, Simon Black, Luke Power, Nigel Lappin i Chris Johnson.

### Canço del club
| Original anglès | Traducció al català |
| --- | ------------------- |
| We are the pride of Brisbane Town, We wear maroon, blue and gold. We will always fight for victory, Like Fitzroy and Bears of old. All for one and one for all, We'll answer to the call. We're the Lions, the Brisbane Lions, We'll kick the winning score You'll hear our mighty roar! |                     |

## Palmarès
- Australian Football League: 2001, 2002, 2003

## AFL Grand Finals

### AFL Grand Final 2001
- BRISBANE LIONS- 108
- ESSENDON- 82

### AFL Grand Final 2002
- BRISBANE LIONS- 75
- COLLINWOOD- 66

### AFL Grand Final 2003
- BRISBANE LIONS- 134
- COLLINWOOD- 89

### AFL Grand Final 2004
- BRISBANE LIONS- 73
- PORT ADELAIDE- 113